# 黒沢琴古
黒澤 琴古（くろさわ きんこ）は、尺八琴古流の家元の名跡。4代目の時に弟子の多くが離散し、5代目が継がなかったために流派自体は絶えたが、8代目の貞一が宗家として活動復帰している。

## 歴代

### 初代
（宝永7年〈1710年〉 - 明和8年4月23日〈1771年6月5日〉）本名は黒沢幸八。
黒田美濃守の家臣であったとされる。若くして普化宗に入り一月寺、鈴法寺の指南役を務め、曲の収集、整理を行い、琴古流として30余りの曲を制定し普化宗尺八の基礎を築いた。
実子が2代目琴古、弟子には一閑流の宮地一閑がいる。

### 2代目
（延享4年〈1747年〉 - 文化8年6月12日〈1811年7月31日〉）本名は黒沢幸右衛門（後の幸八）。
初代の実子。父同様に一月寺、鈴法寺の指南役を務め、江戸中に稽古場を作り庶民の普及にも一役買った。
琴古流という名称を用いたのもこのころだといわれる。実子が3代目琴古、4代目琴古。

### 3代目
（安永元年〈1772年〉 - 文化13年6月22日〈1816年7月16日〉）本名は黒沢雅十郎（名は諸説あり、後の幸八）。
2代目の実子。最初の号は琴甫。江戸時代の名手で作曲も多く尺八の製管も行なった。3代目が執筆した『琴古手帖』は当時の琴古流のことを知る貴重な史料。

### 4代目
（生年不詳 - 万延元年〈1860年〉）本名は黒沢音次郎（後の幸八）。
3代目の弟。技量不足のため、弟子は離散した。

### 墓所
四谷の祥山寺が代々の菩提寺であったが、昭和初期の区画整理により多磨霊園4区1-23に改葬されている。

## トリビア
- 故人の芸術家の名前を命名するというルールが定められた水星のクレーターには、黒沢琴古にちなんだ「クロサワ」というクレーターが存在する。この由来はしばしば映画監督の黒澤明と誤解されるが、命名当時黒澤明は存命であった。